# Colle San Bernardo
Il colle San Bernardo è un valico delle Alpi Liguri.

## Toponimo
Il colle era un tempo noto come Passaggio degli Schiavi, un toponimo legato alle razzie operate dai saraceni in Alta Val Tanaro. Queste incursioni spesso comportavano infatti anche la cattura di abitanti della zona, specialmente giovani, che venivano poi venduti nei mercati degli schiavi delle zone controllate dagli arabi tra i quali, in particolare, quelli della Spagna.

## Geografia
Il colle è situato in provincia di Cuneo nel comune piemontese di Garessio poco lontano dal confine della Liguria sullo spartiacque tra Tanaro (Mar Adriatico) e Neva (Mar Ligure) che collega la Riviera di Ponente con il Piemonte. È un valico stradale di media importanza, collocato sulla catena principale alpina.
 Secondo la classificazione SOIUSA il colle separa il Gruppo Galero-Armetta dal Gruppo del Monte Carmo. Si apre tra il Bric dello Schiavo e il Monte Pennino, una cima boscosa situata a nord-est del Monte Galero.

## La centrale eolica

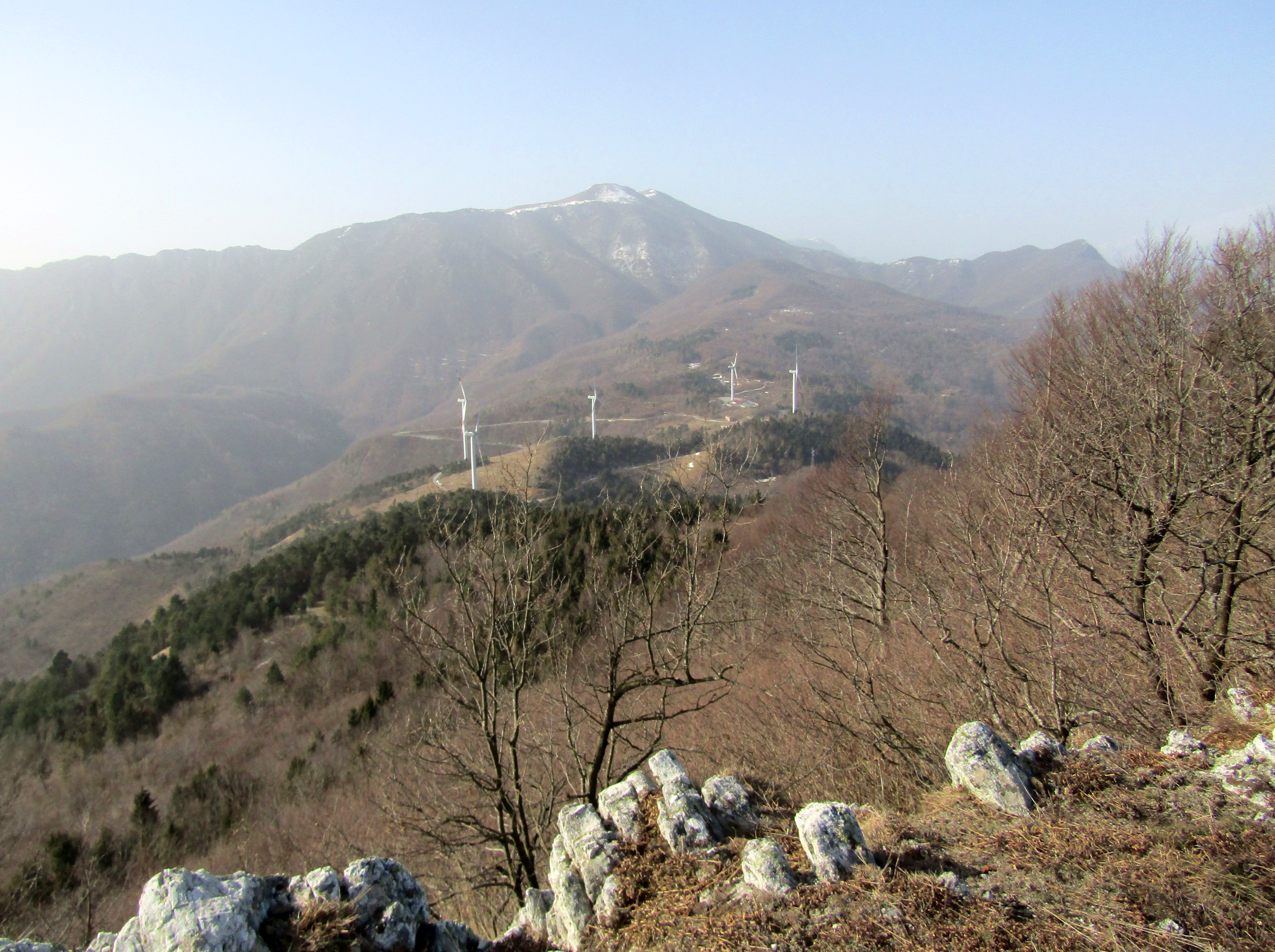
Il valico visto dal Bric dello Schiavo

Presso il punto di valico è operativa (2012) una serie di 5 pale eoliche alte tra i 60 e gli 80 metri e con una potenza nominale complessiva pari a 12,5 MW. Nella zona attorno al valico è da tempo in discussione una proposta per l'ampliamento del parco eolico con nuove pale, progetto che ha suscitato una decisa opposizione di varie associazioni ambientaliste della zona.

## Escursionismo
Il percorso dell'Alta via dei Monti Liguri passa per il colle.

## Principali distanze stradali
- Albenga 27 km
- Erli 12 km
- Garessio 9 km